# Solenostoma nilgiriense
Solenostoma nilgiriense är en bladmossart som först beskrevs av A.Alam, Ad.Kumar och S.C.Srivast. Arten fick sitt nu gällande namn av Vána och D.G.Long. Solenostoma nilgiriense ingår i släktet Solenostoma och familjen Solenostomataceae. Inga underarter finns listade i Catalogue of Life.